# Gornja Letina
Gornja Letina falu Horvátországban, Sziszek-Monoszló megyében. Közigazgatásilag Sunjához tartozik.

## Fekvése
Sziszek városától légvonalban 17, közúton 33 km-re délkeletre, községközpontjától  légvonalban 4, közúton 6 km-re északra, a sziszeki Szávamentén, Száva jobb partján, Gušćével átellenben fekszik. Egyutcás falu, házai a Szávával párhuzamosan haladó főutca déli oldalán sorakoznak.

## Története
A térség 1687-ben szabadult fel a török uralom alól. A kiürült területre hamarosan megkezdődött a keresztény lakosság betelepítése. A vidék birtokosai a Keglevichek a Felső-Szávamentéről telepítették ide jobbágyaik egy részét. A falu a topolovaci uradalmukhoz tartozott. 1773-ban az első katonai felmérés térképén a település „Dorf Ober-Lettina” néven szerepel. Letina két településrésze Gornja és Donja csak 1880 után vált külön egymástól.
Az akkor még egységes Letinának 1857-ben 304, 1910-ben a már különálló Gornja Letinának 215 lakosa volt. Zágráb vármegye Petrinyai járásához tartozott. 1918-ban az új szerb-horvát-szlovén állam, majd később Jugoszlávia része lett. A II. világháború idején a Független Horvát Állam része volt. A háború után enyhült a szegénység és sok ember talált munkát a közeli városokban. 1991. június 25-én a független Horvátország része lett. A délszláv háború idején sikerrel védték meg a horvát erők. A településnek 2011-ben 71 lakosa volt.

## Népesség
| Lakosság változása | Lakosság változása | Lakosság változása | Lakosság változása | Lakosság változása | Lakosság változása | Lakosság változása | Lakosság változása | Lakosság változása | Lakosság változása | Lakosság változása | Lakosság változása | Lakosság változása | Lakosság változása | Lakosság változása | Lakosság változása |
| ------------------ | ------------------ | ------------------ | ------------------ | ------------------ | ------------------ | ------------------ | ------------------ | ------------------ | ------------------ | ------------------ | ------------------ | ------------------ | ------------------ | ------------------ | ------------------ |
| 1857               | 1869               | 1880               | 1890               | 1900               | 1910               | 1921               | 1931               | 1948               | 1953               | 1961               | 1971               | 1981               | 1991               | 2001               | 2011               |
| 304                | 346                | 326                | 190                | 196                | 215                | 215                | 191                | 179                | 176                | 151                | 128                | 113                | 106                | 106                | 71                 |

## Nevezetességei
- Védett népi építésű hagyományos lakóház a 15. szám alatti faépület. A házat a 19. század végén építették, földszinti és emeleti részből áll. Falai faragott tölgyfadeszkákból épültek, melyeket német módszerrel kapcsoltak össze. Alapzati része téglából készült. A földszintet az emelettel az udvari homlokzat hosszúságában épített külső lépcsőzet köti össze.
- Másik hagyományos népi lakóháza a 13. szám alatti épület,[4] melyet 150 éve Gušćében építettek és a 20. század elején hozták át ide. A ház erős tölgyfadeszkákból épült horvát módon összekapcsolva. Alapjai téglából épültek. Földszinti része három helyiségből áll, gazdasági célokat szolgál. A földszintet az emelettel fedett külső lépcsőzet köti össze, mely az emeleti zárt előtérbe vezet, innen lehet a lakótérbe lépni. A takácsmesterséghez készített berendezése, bútorzata is értékes.